# I've Sound 10th Anniversary 「Departed to the future」Special CD BOX
I've Sound 10th Anniversary 「Departed to the future」Special CD BOX（アイヴ サウンド テンス アニバーサリー 「デパーテッド トゥ ザ フューチャー」スペシャル シーディーボックス）は、I've設立10周年を記念して作られたアルバム及び映画作品。

## 概要
2009年で設立10周年を記念して製作された作品。Departed to the futureとは、2009年1月2日に日本武道館で行われたライブイベント「I'VE in BUDOKAN 2009 〜Departed to the future〜」のライブタイトルと同じ。収納枚数は5枚のCDと6枚のDVDが同梱され、ボーカリスト別に収録された。アルバム発売を記念して、映画も製作された。その映画は一般公開する形ではなくこのアルバムに収録された。ボックスの中にはCD・DVDのほかに16ページにもおよぶ各メンバーのインタビューなどが書かれている冊子が同封された。
2009年3月3日、特設サイトが開設され、それと同時に新曲を視聴できるようになった。
KOTOKO役を演じた秋山奈々(現・秋山依里)は作品をきっかけにKOTOKOや楢原ゆりか（現・久保ユリカ）と仲良しになる。KOTOKOのブログにはたびたびツーショットが公開されている。

## 収録曲

### 川田まみ
CD
1. L'Oiseau bleu（作詞：川田まみ／作曲：C.G mix／編曲：C.G mix）
2. 風と君を抱いて -I'VE in BUDOKAN 2009 〜Departed to the future〜Ver.-

DVD
1. L'Oiseau bleu プロモーションビデオ
2. 映画「Departed to the future」Chapter1：MAMI

### KOTOKO
CD
1. snIpe（作詞：KOTOKO／作曲：井内舞子／編曲：井内舞子）
2. Close to me... -I'VE in BUDOKAN 2009 〜Departed to the future〜Ver.-

DVD
1. snIpe プロモーションビデオ
2. 映画「Departed to the future」Chapter2：KOTOKO

### 島みやえい子
CD
1. Paranoia（作詞：島みやえい子／作曲：高瀬一矢／編曲：高瀬一矢）
2. To lose in amber -I'VE in BUDOKAN 2009 〜Departed to the future〜Ver.-

DVD
1. Paranoia プロモーションビデオ
2. 映画「Departed to the future」Chapter3：EIKO

### MELL
CD
1. 殻の蕾（作詞：MELL／作曲：C.G mix／編曲：C.G mix・星野誠）
2. 美しく生きたい-I'VE in BUDOKAN 2009 〜Departed to the future〜Ver.-

DVD
1. 殻の蕾 プロモーションビデオ
2. 映画「Departed to the future」Chapter4：MELL

### 詩月カオリ
CD
1. end of refrain 〜小さな始まり〜（作詞：KOTOKO／作曲：中沢伴行／編曲：中沢伴行・尾崎武士）
2. Senecio -I'VE in BUDOKAN 2009 〜Departed to the future〜Ver.-

DVD
1. end of refrain 〜小さな始まり〜 プロモーションビデオ
2. 映画「Departed to the future」Chapter5：KAORI

## 映画『Departed to the future』
アルバムに収録された映画作品で、一般劇場での公開予定はない。
この作品は『ゆうばり国際ファンタスティック映画祭2009』正式出品作品。
I've10周年記念作品という位置づけであり、劇中に登場する5人の女性の役名はI'veのボーカルと同じである。

### ストーリー
同じ高校の同級生の女の子四人と担任の女教師はそれぞれの事情を抱え、同じ夜の街で活動していた。明け方、高校生のうちの一人であるMAMIが校舎の屋上から飛び降りて死に、残された三人と女教師は、死亡した生徒に対して複雑な感情を抱く。
やがて、全校集会の途中、突然、他の生徒や先生、街からも人がすべて消え、四人だけが学校に取り残される。

### キャスト
- MAMI ：池澤あやか - 失恋して夜の街を彷徨う女子高生[1]。
- KOTOKO ：秋山奈々 - 暗殺者としての側面を持つ女子高生[1]。
- KAORI：真下玲奈 - 姫系コスプレで万引きする女子高生[1]。
- MELL：楢原ゆりか - 出会い系サイトで援助交際する女子高生[1]。
- EIKO：森下千里 - 女子高生たちの担任教師で、夜になるとキャバ嬢に変身する[1]。
- 石川伸一郎
- 松嶋亮太
- 新田恵利
- 中野英雄
- 蒲生純一
- 青柳尊哉
- 菅野麻由
- 盛島優也
- 沖原一生
- 市村絹都
- 中ノ瀬由衣
- シャララボーイズ
- 都賀有子
- 堀井真吾
- コンビニ店員 役：みっちー
- 警察官 役：つぶやきシロー
- ニュースキャスター 役：KOTOKO
- MELL
- レポーター 役：詩月カオリ
- 学校の先生 役：島みやえい子
- 川田まみ

### スタッフ
- 監督：鈴木浩介
- 脚本：具光然
- 企画：川村明廣・一法師康孝
- プロデューサー：石原裕久
- 製作プロダクション：ダンスノットアクト
- 製作：熊澤芳紀・ジェネオンエンタテインメント・ファクトリーレコーズ

### ロケ地
- わたらせフィルムコミッション
- Club Velvet
- モンマートいわたや
- La Michlle

### 主題歌・挿入歌
主題歌
- 『HYDIAN WAY』
  - 歌唱:Love Planet Five
  - 作詞：KOTOKO
  - 作曲：高瀬一矢
  - 編曲：高瀬一矢

挿入歌
- 『seed』／川田まみ
- 『どこにも無い道』／島みやえい子
- 『あすなろの木』／島みやえい子
- 『Endless Loop』／島みやえい子
- 『UZU-MAKI』／KOTOKO
- 『Virgin's high!』／MELL
- 『repeat -Deep Forest Remix-』／MELL
- 『最後の約束』／川田まみ
- 『Shining stars bless☆』／詩月カオリ
- 『Way beyond there』／MELL
- 『雨』／川田まみ
- 『The first finale in me』／MELL
- 『サイダー』／KOTOKO
- 『roots』／川田まみ
- 『昼下がりの午後』／川田まみ
- 『Free Angels』／KOTOKO
- 『赤い玉、青い玉』／KOTOKO